# 李敏宽
李敏宽（1937年10月—），男，籍貫台湾台北，生于日本大阪，中国垒球教练员、棒壘球選手及政治人物，曾任台湾民主自治同盟中央委员会副主席，第八、九、十届全国政协委员
，曾代表北京市出賽中華人民共和國第一屆運動會壘球項目並贏得冠軍，以及代表台灣省出賽中華人民共和國第三屆運動會棒球項目。